# 山内幸夫
山内 幸夫（やまうち ゆきお、1946年7月28日 - ）は、日本の実業家。ニチレキ社長。栃木県出身。

## 来歴
- 1946年　栃木県に生まれる
- 1965年　栃木県立栃木高等学校卒業
- 1970年　早稲田大学教育学部物理学科卒業、日瀝化学工業(現 ニチレキ)入社
- 1994年　東京支店長
- 1996年　道路エンジニアリング部長
- 1998年　取締役道路エンジニアリング部長
- 2000年　取締役技術本部長兼生産部長
- 2001年　常務取締役技術本部長兼総務部長
- 2003年　常務取締役管理本部長
- 2005年　常務取締役管理本部長兼安全品質マネジメント室長
- 2006年　常務取締役管理本部長兼安全品質マネジメント室長兼情報システムセンター長
- 2007年　代表取締役専務執行役員管理本部長兼安全品質マネジメント室長兼情報システムセンター長
- 2008年　代表取締役専務執行役員管理本部長兼安全品質マネジメント室長兼情報システム部長，代表取締役社長執行役員社長